# Scheepswachten

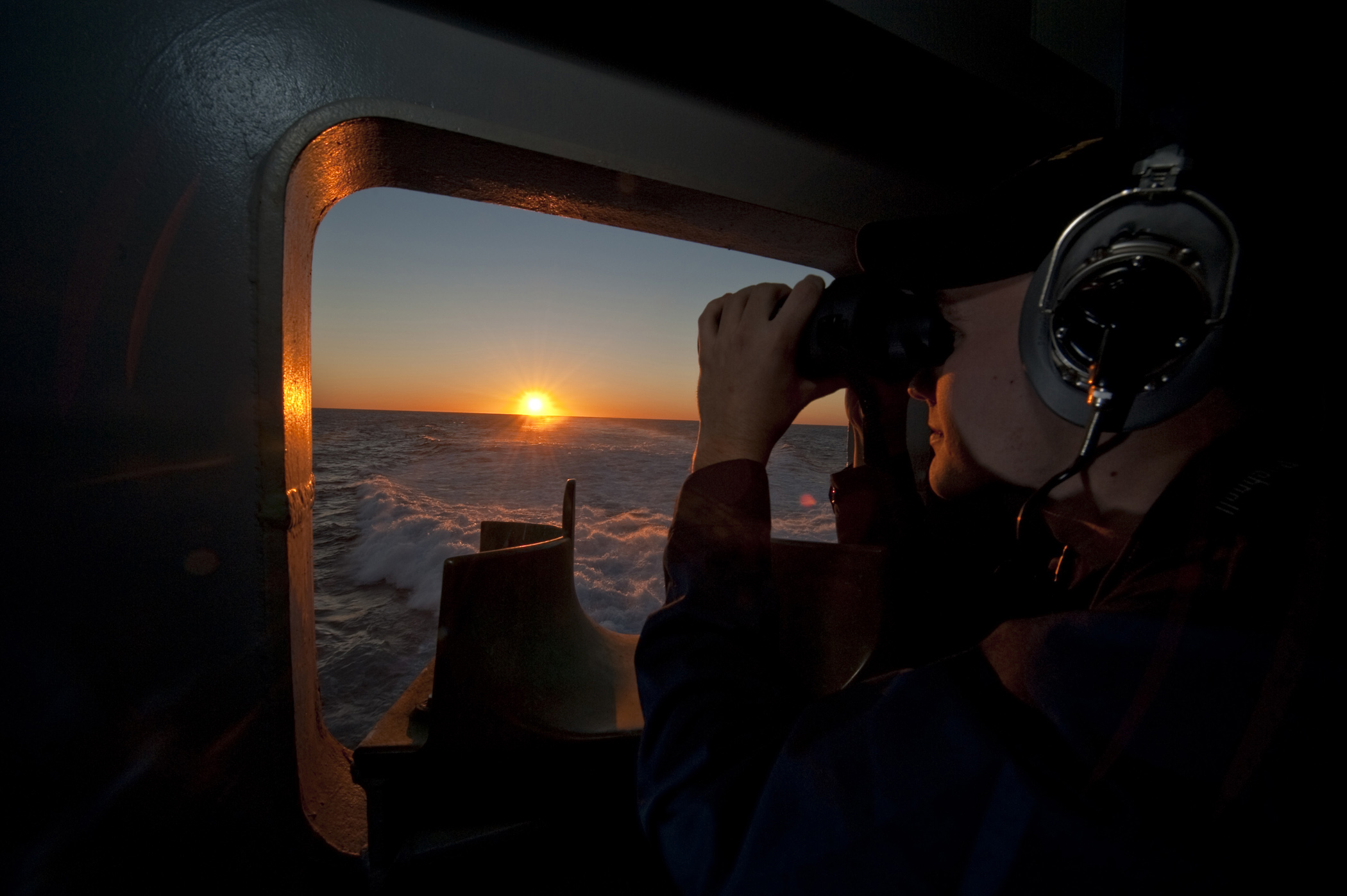
een scheepswacht

Scheepswachten is het in de wereld van de zeevaart opdelen van taken onder gekwalificeerd personeel om een schip rond de klok in bedrijf te houden. Op de meeste zeegaande schepen, zowel in de marine als in de koopvaardij, is er boordpersoneel dat "de wacht" houdt op de brug en over de aanwezige machinerie. In het algemeen is degene die op de brug de wacht houdt iemand die de omgeving observeert (een uitkijk) en een officier of stuurman die verantwoordelijk is voor de roergang - het besturen van het schip. Veilig varen betekent dat het schip op  koers gehouden dient te worden, ver van gevaarlijke situaties, en het vermijden van aanvaringen met andere schepen, rotsen en andere objecten. De machinist verzekert de goede loop van de aanwezige machinerie en motoren. Dit kan tegenwoordig ook vanaf de brug gebeuren. Een andere reden voor het wachtensysteem is de noodzaak om altijd op calamiteiten te kunnen reageren, zowel aan boord als bij naburige vaartuigen.

## Wachtsystemen

### Tijdsduur
De tijdspanne van een wacht verschilt van vaartuig tot vaartuig. Het traditionele driewachten-systeem stamt uit dagen van de zeilvaart waar de bemanning verdeeld werd in drie groepen en de dag in zes wachten van vier uur, zodat een bemanningslid twee vier-uurswachten toebedeeld kreeg, gescheiden door een periode van acht uur voor slaap en recreatie. Andere systemen zijn onder meer 4-bij-6 uur, 7-bij-5 uur en de zogenaamde oorlogswacht van 6-bij-6 uur. De laatste twee komen vooral bij de marine voor.
| Wacht             | Tijd        | Dag 1  | Dag 2  | Dag 3  |
| ----------------- | ----------- | ------ | ------ | ------ |
| Eerstewacht       | 20.00-00.00 | Team 1 | Team 2 | Team 1 |
| Hondenwacht       | 00.00-04.00 | Team 2 | Team 1 | Team 2 |
| Dagwacht          | 04.00-08.00 | Team 1 | Team 2 | Team 1 |
| Voormiddagwacht   | 08.00-12.00 | Team 2 | Team 1 | Team 2 |
| Achtermiddagwacht | 12.00-16.00 | Team 1 | Team 2 | Team 1 |
| Platvoetwacht     | 16.00-20.00 | Team 2 | Team 1 | Team 2 |

### Traditionele wachten
De wachten op zeilschepen (zoals de barkassen en windjammers van de late 19e eeuw) bestonden uit 5 perioden van vier uur en twee perioden van twee uur. Het personeel dat rond-de-kloktaken had te vervullen werd ingedeeld in twee groepen: de stuurboordgroep en de bakboordgroep. Deze twee groepen wisselden elkaar iedere dag af, zodat iedere groep om de beurt een nacht wacht had.

### Glazen en slagen
De tijd werd in vroeger tijden gemeten met zandlopers die er een halfuur over deden het onderste glas te vullen. Eenmaal gevuld noemde men dat “één glas”, en moest dan vervolgens worden omgedraaid. Een wacht van 4 uur bestond zo uit 8 glazen. Elk glas werd kenbaar gemaakt door slagen met de scheepsbel.
Een wacht die om 12.00 uur begon had zijn eerste glas om 12.30 uur en werd aangekondigd met 1 enkele slag met de scheepsbel. De gehele cyclus volgt het onderstaande schema.
| 12.30 uur 1 enkele slag              | 13.00 uur 1 dubbele slag   |
| 13.30 uur 1 dubbele en 1 enkele slag | 14.00 uur 2 dubbele slagen |
| 14.30 uur 2 dubbele en 1 enkele slag | 15.00 uur 3 dubbele slagen |
| 15.30 uur 3 dubbele en 1 enkele slag | 16.00 uur 4 dubbele slagen |

De wisseling van de wacht vond dan plaats bij 4 dubbele slagen waarna de cyclus werd herhaald.
Door de dienstdoende wacht werden de zandlopers weleens te vroeg omgekeerd om zo hun aflossing te vervroegen. Hierdoor konden grote tijdsverschillen ontstaan. Dit heette “zandeten”.

### Moderne wachten
Op de moderne vloot zijn de wachten wat anders ingedeeld. Het hangt ervan wat de dienst is van het schip en de bedrijfstak welke wacht als het meest efficient wordt gezien. In de meeste machinekamers lopen de scheepswerktuigkundigen de 'stille wacht'. De zogenaamde 'unmanned machinery space'. Dit betekent dat overdag wordt gewerkt. Als er in de nacht wat fout gaat zorgt de automatisering voor een alarm waardoor de scheepswerktuigkundige van de wacht gewekt wordt. Bij dit systeem moet er wel driemaal per dag een wachtsronde gelopen worden. 
Wordt er volcontinu wachtgelopen dan zijn er in de basis twee systemen. De dag wordt in twee gelijke delen opgedeeld. Vergelijkbaar met hierboven beschreven in de zeilvaart. Dit kan zijn vier uur op/af (visserij), zes uur op/af (sleepboten), acht uur op/af (bagger) of twaalf uur op/af (offshore). De tussenhaakjes staande vakgebieden is slechts een indicatie.
Op de conventionele koopvaardij is er echter een ander systeem het meest gebruikelijk. Namelijk om de dag op te delen in drie delen. De wachten worden dan gelopen in twee maal vier uur hetzelfde als hierboven beschreven. Doorgaans loopt de derde stuurman dan de acht-twaalf, de tweede stuurman de twaalf-vier en de eerste stuurman de vier-acht. De kapitein staat in de regel boven de wacht. Tenzij het schip te klein is en er een derde stuurman ontbreekt. Dan loopt de kapitein de acht-twaalf. Bij dit systeem worden de wachtlopenden geacht om naast de wacht twee uur overtijd te maken. Voor de acht-twaalf is dit na de lunch. Voor de andere twee wachten voor de lunch. Het grote voordeel van dit systeem is dat eenmaal per dag iedereen wakker is. Namelijk in het uurtje na de koffie ´s ochtends. In dit uurtje worden doorgaans vergaderingen en oefeningen gepland.

## Noot
1. ↑  VOC-site. Navigatie in 17e en 18e eeuw